# Симлиш
Си́млиш (англ. Simlish) — язык персонажей в серии компьютерных игр The Sims. Также используется в некоторых других играх от Maxis.

## История создания языка
Идея того, что симы не будут разговаривать на английском языке преследовала главного геймдизайнера The Sims — Уилла Райта с самого начала. Так, как речь виртуальных человечков должна была по его словам придать лишь иллюзию реальности, а не звучать, как настоящий язык общения. Другая проблема заключалась в чрезвычайной повторяемости диалогов, Райт заметил следующее «даже если бы мы использовали пять компакт-дисков только для голосов, игрок рано или поздно заметил бы, что слышит одни и те же голосовые клипы». Так, геймдизайнер поставил перед собой цель  создать импровизированный язык, который игрок мог бы понимать с помощью интонации и усиленной жестикуляции. Всего на разработку языка потребовалось около 6 месяцев.
В какой-то момент создатели хотели встроить генерирующие диалоги искусственный интеллект, затем было решено просто использовать какой-либо язык, незнакомый основной массе потенциальной игровой аудитории. Так, сначала выбор у разработчиков пал на украинский язык, так как некоторые из команды создателей были родом из Украины. Однако впоследствии было решено отказаться от данной идеи, так как «получилась бы явная ассоциация со славянами». Далее в списке главных кандидатов оказались эстонский язык, или язык индейцев навахо. Райт восхищался индейцами, работавшими радистами-шифровальщиками во время Второй мировой войны. Тем не менее найти озвучивающих актёров оказалось слишком сложно, впоследствии было решено разработать искусственный язык. Компромиссом данной проблемы стало решение создать язык-импровизацию. Симлиш должен был решить две существенные проблемы; необходимость перевода всех диалогов на другие языки, и повторность диалогов. Когда разработчики предприняли попытки первых записей диалогов на симлише, Райт оставался недовольным, заметив, что записанные диалоги напоминали простую человеческую болтовню и не вызывали какой либо эмоциональной реакции, как то было задумано.
Заказ на «изобретение» симлийского был дан актёрам Стивену Керину и Джерри Лоулор. Изначально была попытка записать диалоги на смеси украинского языка с навахо, затем суахили с чероки, однако записи по-прежнему получалась провальными. В какой-то момент Керин предложил просто свободную импровизацию на основе английского языка, и данная идея пришлась по душе разработчикам, так как именно в этой ситуации актёр озвучивания мог в должной мере передавать эмоциональные переживания. 
| Джерри Лоулор                                                                   | Ники Рапп[англ.] |
| Джерри Лоулор и Ники Рапп озвучили симов-женщин и детей в ранних играх The Sims |                  |

При записи диалогов к игре The Sims, разработчики прибегли к импровизации таких языков, как французский, латинский, финский, украинский, и тагальский языки. При записи голосов диалогов, особый акцент делался на интонации и тембре голоса, чтобы игрок мог без проблем понять, кокетничает ли персонаж, счастлив ли он, расстроен, или устал, основываясь исключительно на тоне персонажа и его темпе разговора. Во время записи голосов актёры могли импровизировать и придумывать собственные слова. В итоге актёры Стивен Керин и Джерри Лоулор вплоть до 2006 года озвучивали персонажей к играм The Sims и в некоторой степени стали знаменитостями благодаря этому.
Вместе с разработкой игры для игровых приставок The Sims Bustin’ Out 2003 года выпуска, симлиш был изобретён заново, для него был составлен словарь и базовая грамматика, а участием актёров озвучивания было записано более 4000 фраз. Таким образом симлиш стал звучать, как настоящий язык, а не как свободная импровизация. Это также было сделано для того, чтобы можно было записывать музыкальные композиции на симлише. К моменту создания игры The Sims 2, симлиш уже формализовался и насчитывал уже более 1000 слов в своём словаре. Несмотря на то, что симлиш считается искусственным языком с точки зрения фонетического и грамматического построения, он полностью идентичен английскому языку, также многие его слова схожи по звучанию с английскими. Аудиодиректор игры «The Sims» Робби Каукер заметил, что с точки зрения фонетики и фонологии, симлиш аналогичен гибриду латинского и средне-западного английского языков. С точки зрения морфологии, симлиш больше напоминает лепетание ребёнка, недавно освоившего язык, нежели английский. Само название Симлиш идёт из названия «Инглиш», самоназвания английского языка, при этом разработчики заметили, что это не официальное название языка и используется для обозначения при записи музыки на языке симов.
Специально для выпуска игры The Sims Medieval, где основное действие происходит в западном средневековом мире, симлиш был снова переработан, чтобы представлять собой «старо-симлийский язык» в нём были изменены многие слова, фонетические сочетания, а языку были приданы черты древнеанглийского языка

## Запись музыки на симлише
Ещё начиная с первой The Sims, в игру добавлялись треки профессиональных музыкантов с переписанной лирикой на симлише. Если в начале музыканты могли свободно импровизировать, то начиная с Bustin’ Out песни записывались уже с использованием вымышленного словаря. Следующая игра — The Urbz: Sims in the City, задала тренд переписывать на симлише треки уже известных певцов и музыкальных групп, так, для игры свои треки перезаписала известная музыкальная группа Black Eyed Peas.
Далее свои музыкальные композиции записывали известные музыканты для The Sims 2 и её дополнений. Для дополнений ко второму симулятору свои песни перезаписывали такие музыканты и группы, как The Pussycat Dolls, Тата Янг, Cansei de Ser Sexy,
Reggie and the Full Effect,Acceptance, Go Betty Go, Steadman, Габриэлла Чилми, The Faders, Адам Фриланд, Лук Мозес, DJ Hyper, Aly & AJ, Junkie XL, Lemon Jelly, MxPx, Scary Kids Scaring Kids, Тимо Маас, Paramore, Barenaked Ladies, Наташа Бедингфилд, Great Northern, Лили Аллен, Кэти Перри, The Veronicas и Trivium. Запись композиции на симлиш сопровождалась всегда своими трудностями, так как некоторым певцам оказывалось слишком сложно перепевать свои песни на ином языке, некоторые из которых даже без успеха покидали звукозаписывающую студию. Тем не менее несмотря на наличие словаря в симлише, музыканты по-прежнему могли импровизировать и вставлять новые слова, таким образом расширяя словарь искусственного языка. Так как фонетически симлиш копирует английский язык, запись музыки с участием не англоговорящих актёров усложняется, особенно когда речь заходит об азиатских музыкантах.
Вместе с выпуском The Sims 3, традиция записывать треки на симлише продолжилась, так для игры и её дополнений, свои песни перезаписывали Лиэнн Раймс, Натали Портман, Кэти Мелуа, Эсме Дентерс, Эван Тобенфельд, Madina Lake, Нелли Фуртадо, Кэти Перри и другие.
Для The Sims 4 свои треки записывали Echosmith, Big Data, New Politics и Кэти Тиз
, Zedd, Тори Келли, Карли Рэй Джепсен, The Vamps, Tegan and Sara, ZZ Ward, Bananarama, Nelly, Aly & AJ, Марк Констансо, Элис Купер, 5 Seconds of Summer, Kim Petras и другие.

## Особенности симлийского языка
Симлийский почти полностью импровизирован и вряд ли содержит слова с фактическими значениями; он более интересен использованием комбинации звуков для выражения эмоций, связанных с игровым процессом. Он был разработан таким образом, чтобы быть понятым носителям любого языка. Однако акцент и постановка языка часто кажутся латинскими или, возможно, итальянскими, чешскими, голландскими, ирландскими, японскими — предположительно, это действительно зависит от родного языка актёра, который импровизировал линию. Например, один из голосов мужского пола имеет решительно латинское звучание. Из-за повторений фраз или контекстов возможны некоторые свободные «переводы».
Особенностью переложения песен с английского языка на симлийском является отсутствие смыслового значения у произносимых слов. Исполнители должны заменять оригинальные слова и фразы на любые наборы звуков — лишь бы они звучали хорошо и не напоминали английский язык. Получившиеся песни напоминают творчество групп Cocteau Twins и Vas. Идея таких песен состоит в попытке избежать слов, а для передачи эмоций использовать только человеческий голос.
У некоторых исполнителей не получается перестроить своё сознание на концепцию создания «симлийских» песен, так что после многочасовых попыток продюсерам приходится просто искать кого-то другого. Для других же исполнителей участие в таком проекте открывает новые возможности, сходные с теми, которые имеются в джазе.

## Является ли симлиш языком
С научной точки зрения симлиш нельзя назвать языком как таковым, потому что он не имеет системы и важных для языка фонемного, синтаксического и морфемного уровней. Также в симлише отсутствуют части речи, времена, числа и другие составляющие языковой системы. Некоторые фразы, составленные на симлише, копируют построение предложений на английском языке, но полноценного синтаксиса в симлийском не наблюдается. Из всех языковых уровней в симлише представлен только лексический – некоторые слова в виду их повторяемости можно перевести в зависимости от контекста. Фанаты игры составляют различные словари симлиша с возможными вариантами перевода тех или иных слов.
Несмотря на отсутствие проработанности, симлиш выполняет эстетические функции и является важным элементом создания антуража игры.

## Алфавит симлийского языка
Алфавит на симлише представляет собой видоизменённый латинский алфавит. Изначально в The Sims 2000 года выпуска не было символов, а игра использовала изображения для обозначения чего либо. В The Sims 2 стали появляться тексты, представляющие собой смесь букв и знаков из разных алфавитов. Начиная с The Sims 3, тексты на симлише стали более последовательными и буквы начали обозначать определённые звуки. 
| Симлиш | Латиница | Кириллица     |
| ------ | -------- | ------------- |
|        | Aa       | Aa            |
|        | Bb       | Бб            |
|        | Cc       | Цц            |
|        | Dd       | Дд            |
|        | Ee       | Ее            |
|        | Ff       | Фф            |
|        | Gg       | Гг            |
|        | Hh       | Хх            |
|        | Ii       | Ии            |
|        | Jj       | Дж            |
|        | Ll       | Лл            |
|        | Kk       | Кк            |
|        | Mm       | Мм            |
|        | Nn       | Нн            |
|        | Pp       | Пп            |
|        | Qq       | Кью           |
|        | Rr       | Рр            |
|        | Ss       | Сс            |
|        | Tt       | Тт            |
|        | Uu       | Уу            |
|        | Vv       | Вв            |
|        | Ww       | Вв (глубокая) |
|        | Yy       | Уу            |
|        | Zz       | Зз            |

## Использование языка вне игры
Также симлиш был использован в игре  Spore. На нём говорили персонажи, начиная с этапа "Цивилизация", а также и в дополнении "Космические приключения". 
Ряд музыкальных коллективов и певцов исполнили композиции из своего репертуара на симлийском языке, в том числе Наташа Бедингфилд, Depeche Mode, Кэти Перри, Лили Аллен, All Time Low, Rise Against, Рита Ора и другие.